# Winx Club: Quest for the Codex
Winx Club: Quest for the Codex (с англ. — «Клуб Винкс: В поисках Кодекса») — компьютерная игра, объединяющая в себе элементы жанра экшен типа сайд-скроллер и несколько аркадных мини-игр, разработанная Powerhead Games по заказу Konami и выпущенная в 2006 году для портативных игровых консолей Nintendo DS и Game Boy Advance. Эта игра стала первым опытом Powerhead Games в разработке игр для Nintendo DS. Она основана на событиях второго сезона итальянского мультсериала «Клуб Винкс». По сюжету главные героини сталкиваются с Лордом Даркаром, который объединяется с их давними противницами, чтобы захватить мир.
Игровой процесс делится на сайд-скроллерный шутер и ряд аркадных мини-игр различных жанров. В игре доступно три режима: «История», «Аркада» и «Профиль». В режиме «История» сайд-скроллерные уровни идут в сюжетном порядке и чередуются с мини-играми, в то время как в режиме «Аркада» игрок имеет возможность выбрать любой уровень сайд-скроллера и любую мини-игру. Режим «Профиль» позволяет изменять наряды героинь, используя заработанные в мини-играх очки, а также делиться нарядами с другими игроками при помощи сетевого функционала консолей.
Сайты игровых рецензий сходятся во мнении, что продукт является слабым на обеих платформах как с точки зрения аудиовизуальной составляющей, так и в плане наполнения. Рецензенты характеризуют игру как набор мини-игр, делающих повествование скучным и нескладным. Сайд-скроллерную часть игры по механике сравнивают с Gradius, но отмечают недостатки в виде малого числа противников и чрезмерной простоты игры. Техническую реализацию мини-игр авторы обзоров также называют неудачной, хотя и отмечают достоинства в некоторых играх, имеющих сходство с Arkanoid и Dance Dance Revolution.

## Мир игры
Игра основывается на сеттинге второго сезона итальянского мультсериала «Клуб Винкс». Сюжет сериала повествует о команде юных фей, называющих себя Винкс и борющихся со злом в мире волшебства. Вымышленная вселенная сериала состоит из нескольких измерений, главным из которых является Магикс — волшебный мир, закрытый от обычных людей и населённый феями, ведьмами, пикси, ограми, троллями, монстрами и другими существами. Концепция волшебства фей в сериале представлена в виде волшебных трансформаций, которые они получают, выполнив определённые действия. Трансформации увеличивают их силы и в некоторых случаях позволяют пользоваться магией в конкретной среде. В частности, во втором сезоне героиням удаётся побороть ряд своих слабостей, и они осваивают трансформацию Чармикс, позволяющую использовать магию в измерениях, устойчивых к обычному волшебству.
Главные героини — шесть девушек с разных планет: Блум, Стелла, Флора, Муза, Текна и Лейла. Последняя присоединяется к команде на момент событий игры. Все они являются ученицами Алфеи — школы для фей. Блум, Стелла и Лейла на своих планетах являются принцессами. У героинь есть бойфренды — так называемые специалисты из школы Красный Фонтан, где они учатся владеть лазерным оружием. На момент событий игры только у Лейлы ещё нет пары. Специалисты появляются только в сюжетных вставках и не принимают участия в процессе игры. Также в игре в качестве боссов фигурируют постоянные антагонистки сериала — ведьмы Айси, Дарси и Сторми, называющие себя Трикс. Это бывшие ученицы школы для ведьм Облачная Башня, которые пытались захватить волшебную страну и все три школы, включая собственную. Главным антагонистом игры и финальным боссом выступает Лорд Даркар, который объединяется с Трикс в попытке захватить мир.

## Игровой процесс
Геймплей игры на обеих платформах делится на две фазы, которые чередуются между собой в процессе прохождения. Первая фаза представляет собой сайд-скроллерный шутер, в котором игрок управляет персонажем, летающим по различным локациям и сражающимся с монстрами, выпуская в них волшебные сферы. Игрок имеет возможность проводить специальные атаки, использование которых уменьшает запас силы. Время от времени по пути игроку попадаются различные пауэр-апы, увеличивающие здоровье или силу. В конце некоторых уровней имеются поединки с боссами. В другой фазе от игрока требуется проходить различные мини-игры, уникальные для каждого персонажа. Обе фазы отличаются на разных платформах, хотя и обладают некоторыми сходствами.
В обеих версиях игры есть режимы Story (с англ. — «История») и Arcade (с англ. — «Аркада»). В режиме истории сайд-скроллерные уровни и мини-игры идут по порядку и отделены друг от друга сюжетными заставками, а режим аркады позволяет переиграть каждый из уровней по отдельности. Как для истории, так и для аркады доступно три уровня сложности: Beginner (с англ. — «Новичок»), Normal (с англ. — «Обычный») и Advanced (с англ. — «Продвинутый»). На обеих консолях есть также режим Profile (с англ. — «Профиль»), который позволяет изменять наряды героинь. Получая очки за мини-игры, игрок имеет возможность открывать дополнительные наряды для фей, а также делиться ими с друзьями при помощи соединительного кабеля на GameBoy Advance или по Wi-Fi на Nintendo DS. В версии для Nintendo DS игрок имеет возможность не только выбирать наряды, но и менять их цвет и стиль. По концепции этот режим схож с Kisekae Set System.

### Game Boy Advance
В сайд-скроллерной фазе версии игры для GameBoy Advance единственным управляемым персонажем является Блум. В то же время у Блум нет отдельной мини-игры, и режим сайд-скроллера в данном случае позиционируется как одна из мини-игр, специфичная для Блум. Игроку предоставляется несколько вариантов атаки, которые включают специальные приёмы, такие как многоуровневый луч размером с противника, не требующий прицеливания, а также дальний луч, позволяющий сразить противника с другого конца экрана в стиле Dragon Ball Z. В этой версии игры отсутствуют видеовставки по причине малой мощности консоли.
- Мини-игра Стеллы Fashion Sense (с англ. — «Чувство моды») — аналог карточной игры «Мемори[англ.]»[10]. От игрока требуется открывать по две карты за раз и запоминать содержимое, а затем открывать именно те карты, которые подходят друг другу (в данном случае элементы одежды); при открытии неподходящих карт запас здоровья уменьшается. Уровень заканчивается после успешного сопоставления всех карт. Игра считается проигранной, если запас здоровья полностью исчерпан.
- Мини-игра Флоры Enchanted Garden (с англ. — «Зачарованный сад») — головоломка наподобие Tetris Attack[англ.][10]. Игроку нужно составлять цепочки из одинаковых растений, которые затем исчезают, с целью добиться исчезновения как можно большего количества растений. Время на размышление ограничено шкалой энергии, которая постоянно убывает и частично восполняется за счёт удачных ходов. Уровень заканчивается при наборе определённого количества очков.
- Мини-игра Музы Beat Box (с англ. — «Ритмическая шкатулка») — музыкальная игра в стиле Dance Dance Revolution[10]. Перед началом игры игрок имеет возможность выбрать конкретную песню. В этой игре уровень сложности можно настроить по двум параметрам: Difficulty и Pattern. Игрок должен вовремя нажимать изображённые на экране клавиши геймпада, когда «падающее» изображение клавиши достигает контура этой клавиши внизу экрана. Частые промахи игрока приводят к поражению.
- Мини-игра Лейлы Liquid Laser (с англ. — «Жидкий лазер») — классическая аркада в стиле Qix[10], которая требует от игрока обвести игровое поле вокруг объекта, чтобы открыть его и таким образом завершить игру. При движении курсором нужно стараться не наткнуться на движущиеся враждебные объекты, поскольку это отнимает очки здоровья. Игра считается проигранной, если запас здоровья полностью исчерпан.
- Мини-игра Текны Firewall (с англ. — «Межсетевой экран») — классический арканоид[10]. Игрок контролирует платформу-ракетку, подставляя её под шарик и предотвращая его падение вниз. Удар шарика по кирпичу приводит к разрушению кирпича. После того как все кирпичи на данном уровне уничтожены, уровень считается завершённым. Из некоторых кирпичей выпадают как полезные, так и вредные предметы. Это могут быть очки здоровья, увеличение количества шариков или бомба. Подбор бомбы уничтожает все шарики, что убавляет очки здоровья. Игра считается проигранной, если запас здоровья полностью исчерпан.

### Nintendo DS
В сайд-скроллерной фазе этой версии игрок имеет возможность управлять каждой из шести Винкс, переключаясь между ними. Поначалу доступны только Блум и Стелла, а остальные открываются по мере прохождения соответствующих мини-игр. В этой версии игрок может поворачиваться и стрелять волшебными сферами в обе стороны. Возможные типы атак делятся на простые, сильные (с зажатой кнопкой атаки) и специальные, которые уникальны для каждой героини и задействуют шкалу силы. В версии для Nintendo DS у Блум есть своя мини-игра.
- Мини-игра Блум Dragon Flight (с англ. — «Полёт дракона») — сайд-скроллер. В ней героиня преследует во сне собственную тень, и от игрока требуется держаться к ней как можно ближе до тех пор, пока уровень не закончится. По геймплею эта игра представляет собой аналог режима Story, за исключением отсутствия стрельбы по противникам[7]. Если тень ускользает, игрок получает небольшое временное ускорение. Игра считается проигранной, если тень ушла слишком далеко.
- Мини-игра Стеллы Solar Power (с англ. — «Солнечная энергия») — аркада, связанная с рисованием линий. Суть игры заключается в том, чтобы рисовать на экране прямые линии и отражать ими летающий световой шар таким образом, чтобы он попадал в пикси, тем самым «спасая» их. Цель игры — коснуться шаром определённого количества пикси прежде, чем время истечёт. Если позволить шару выйти за пределы экрана, то игра считается проигранной[7].
- Мини-игра Флоры Enchanted Garden (с англ. — «Зачарованный сад») — аркадный шутер. От игрока требуется стрелять по жукам, которые поедают растения Флоры; стрельба производится путём нажатия на жуков по одному на экране консоли. Для победы в этой игре требуется уничтожать жуков до тех пор, пока растение не вырастет до конца, обретя форму звезды[7]. В процессе игры игроку попадаются различные пауэр-апы: шипы, более быстрая стрельба, ускоренный рост. Игра считается проигранной, если растение не вырастет до конца за отведённое время.
- Мини-игра Музы Rhythm Jam (приблизительный перевод — с англ. — «Ритмическая тусовка») — музыкальная игра в стиле Dance Dance Revolution[7]. Перед началом игры игрок имеет возможность выбрать конкретную песню. В этой игре уровень сложности можно настроить по двум параметрам: Difficulty и Pattern. От игрока требуется сперва выбрать правильный музыкальный инструмент, а затем нажимать верные клавиши виртуального синтезатора в тот момент, когда с ними соприкасаются «падающие» изображения этого инструмента. Управление в мини-игре осуществляется при помощи стилуса. Частые промахи игрока приводят к поражению.
- Мини-игра Лейлы Dance Floor (с англ. — «Танцпол») — ещё одна музыкальная игра в стиле Dance Dance Revolution. Перед началом игры игрок имеет возможность выбрать конкретную песню. В этой игре уровень сложности можно настроить по двум параметрам: Difficulty и Pattern. Игрок должен вовремя нажимать изображённые на экране клавиши геймпада, когда «падающее» изображение клавиши достигает контура этой клавиши внизу экрана[7]. Эта игра комбинирует способы ввода между стилусом и ручным сенсорным вводом. Частые промахи игрока приводят к поражению.
- Мини-игра Текны Tecna Logic (с англ. — «Логика Текны») — головоломка, похожая на Pipe Mania[3][12]. Игроку нужно соединить элементы схемы таким образом, чтобы по ним могло пройти электричество. Кроме того, необходимо постоянно уничтожать жуков, пытающихся съесть схему; жук уничтожается нажатием на его изображение на сенсорном экране устройства[7]. Игра считается проигранной, если электрический заряд дошёл до конца недостроенной схемы.

## Сюжет
Блум, Стелла, Флора, Муза и Текна начинают свой второй учебный год в Алфее. Девушки делятся друг с другом событиями за лето. Блум снится кошмар, и чтобы истолковать его, она идёт в библиотеку Алфеи. Библиотекарь-пикси Конкорда сообщает девушке, что скоро та встретит ещё одну лучшую подругу — принцессу Лейлу, с которой будет сонная малышка-пикси. Однако сейчас принцесса находится в опасности и в мрачном злом месте. Тем временем Лейла проникает в замок Лорда Даркара с целью найти и освободить пикси, находящихся у него в плену. Появляется Даркар и насылает на неё чудовищ, которых Лейла побеждает, после чего она скрывается из замка. Даркар объединяется с ведьмами — Айси, Дарси и Сторми — и увеличивает их волшебную силу в обмен на служение ему. Винкс находят Лейлу в лесу и забирают её в Алфею. Блум, Стелла и Лейла отправляются в замок Даркара. Пока девушки сражаются с монстрами, Даркар пытается узнать у пикси расположение их деревни, угрожая расправой.
Когда Винкс находят пикси, они встречают Сторми и не могут её одолеть, но появляется неизвестный паладин и изгоняет её при помощи заклинания. Винкс освобождают пикси и возвращаются в Алфею. У каждой Винкс появляется своя подруга-пикси из числа спасённых. Паладин, который спас девушек в замке Даркара, оказывается профессором Авалоном, новым преподавателем в Алфее. Винкс отправляются на церемонию в школе Красный Фонтан. Даркар хочет украсть четыре части волшебного кодекса, который позволит ему захватить мир, и Трикс удаётся выкрасть первую часть из Красного Фонтана. Затем Даркар заколдовывает пикси таким образом, что они отправляются в своё поселение, а монстр следит за ними. Винкс снимают с пикси заклинание до того, как те добираются до поселения, и возвращаются с ними в Алфею. Фарагонда (директор Алфеи) обучает Винкс объединению своих сил, чтобы они могли противостоять Даркару. Затем она отправляет Винкс в Облачную Башню для того, чтобы они лучше поняли суть тёмной магии. Там Дарси отвлекает фей, а Айси и Сторми в это время крадут часть кодекса.
Профессор Авалон вместе с профессором Палладиумом собирают растения для уроков гербологии, и Авалон трогает ядовитый цветок. Палладиум отправляет пикси Ливи в поселение пикси, где растёт цветок-антидот. Айси следит за Ливи и забирает часть кодекса из поселения пикси, попутно наложив тёмное заклинание на Цветок Жизни, от которого зависят пикси. Винкс отправляются в поселение и спасают цветок, после чего оттачивают свои силы тренировками, а по возвращении в школу Лейлу принимают в Клуб Винкс. Авалон приглашает Блум остаться после уроков, чтобы помочь ей вспомнить о её прошлом. Вместо этого он накладывает на неё тёмное заклинание, под воздействием которого Блум забирает последнюю часть кодекса из Алфеи и отдаёт её Авалону, не запомнив своих действий. Даркар понимает, что кодекса недостаточно для того, чтобы открыть портал в измерение Реликс, и кроме этого ему нужна Блум. Авалон снова предлагает Блум свою помощь через гипноз, но превращает её в служанку Даркара и забирает к нему. Остальные Винкс отправляются в замок Даркара на помощь Блум и прорываются через портал в измерение, где Даркар пытается получить абсолютную силу. На поле сражения появляется Скай — молодой человек Блум, который напоминает ей об их чувствах друг к другу, — после чего она освобождается от заклинания Даркара. Даркар принимает форму огромного феникса и сражается со всеми Винкс, но они побеждают.

## Создание и выход
Winx Club: Quest for the Codex стала первой игрой, разработанной Powerhead Games для Nintendo DS, поэтому у студии ушло некоторое время на исследование возможностей платформы. Ведущий программист игры Джон Симантов отметил, что во многом разработка игры для этой платформы напоминала аналогичный процесс для GameBoy Advance, но студия тем не менее уделила внимание уникальным функциям новой карманной консоли. По замыслу создателей, основным компонентом игры должен был стать сайд-скроллерный шутер с большими трёхмерными персонажами и тайловым параллаксным скроллингом, а другие задуманные элементы включали в себя мини-игры и редактор одежды. Разработчики позаимствовали тайловый движок для скроллинга и физики столкновений у дружественной компании, чтобы иметь возможность сосредоточиться непосредственно на геймплее и дизайне уровней вместо подробного изучения технических особенностей платформы. Идеи для поединков с боссами Симантов почерпнул из вышедшей за год до этого Shadow of the Colossus. Konami анонсировала игру на E3 2006, где компания показала только базовый геймплей сайд-скроллерной фазы версии для GameBoy Advance. Выход игры состоялся 13 ноября 2006 года в Северной Америке и 8 декабря 2006 года в Европе.

## Отзывы
| Сводный рейтинг    | Сводный рейтинг | Сводный рейтинг |
| Издание            | Оценка          | Оценка          |
| Издание            | DS              | GBA             |
| ------------------ | --------------- | --------------- |
| GameRankings       | 42,08 %         |                 |
| Game Ratio         | 53 %            |                 |
| Иноязычные издания |                 |                 |
| Издание            | Оценка          | Оценка          |
| Издание            | DS              | GBA             |
| GameZone           | 4/10            |                 |
| IGN                | 5/10            | 4,5/10          |
| WorthPlaying       | 5/10            |                 |
| GamerDad           |                 | [ 11 ]          |
| GamersMark         | 4/10            |                 |
| Lawrence.com       | 2,5/10          |                 |
| Jeuxvideo.com      | 5/20            |                 |

### Game Boy Advance
IGN в обзоре версии для GameBoy Advance охарактеризовал игру как «запутанную смесь разных типов геймплея и сюжетных элементов». Лукас М. Томас пишет, что, хотя на первый взгляд игра напоминает сайд-скроллер с элементами шутера, но в действительности представляет из себя набор мини-игр. Автор рецензии считает, что начальные уровни, в которых игрок летает по различным локациям и сражается с противниками, могли бы послужить основой цельной истории, но описывает их как «пресные и неинтересные», содержащие мало противников и собираемых предметов. Томас выделяет отсутствие прямого перехода от уровня к уровню и значительных поединков с боссами. Эти фазы игры, которые критик рассматривает как повторяющиеся аналоги мини-игры Dragon Flight, он описывает как неинтересные и раздражающие. Недостаточной проработки, на взгляд Томаса, удостоились характеры героинь и их способности.
Самой неудачной мини-игрой критик называет посвящённую Лейле, где требуется «всего лишь рисовать квадраты вокруг объектов» — по мнению Томаса, с таким же успехом её можно было просто не включать в игру. Напротив, самая удачная мини-игра, по мнению автора, — классический арканоид с Текной. В отношении мини-игры, в которой Стелле нужно помочь выбрать подходящую одежду, автор недоумевает, как это поможет спасти мир, но в то же время находит её вполне играбельной, как и большинство других мини-игр для девочек. В целом мини-игры рецензент называет очень неоднородными как по дизайну, так и по качеству, но все они, по его мнению, страдают от «слабого и неряшливого» стиля. Из сильных сторон игры выделяется звуковое сопровождение, в особенности в мини-игре Музы.
Графическая составляющая оценивается очень низко: «локации и заставки сделаны очень плохо», — пишет Томас. Ресурс GamerDad тоже нелестно отозвался о графике игры: по мнению критика, она «ужасна даже для Game Boy». По мнению рецензента GamerDad, в игре отсутствует глубина, при этом длинные текстовые вставки между уровнями может быть сложно прочесть детям, а взрослые найдут их скучными. Сам игровой процесс оценивается как слишком лёгкий. В то же время рецензент считает, что дети найдут игру достаточно увлекательной, даже если не читать сюжетные тексты.

### Nintendo DS
Общее мнение критиков об игре в целом можно назвать отрицательным: они характеризуют её как набор скучных и плохо реализованных мини-игр, практически не задействующих возможности консоли. Некоторые критики также выделяют несогласованное и лишённое смысла сюжетное наполнение. В частности, Лукас М. Томас с IGN замечает: «одна из героинь может в любой момент объявить, что у неё закончились волшебные силы, а для их восстановления необходимо пройти подобие Dance Dance Revolution или Pipe Dreams». Единственным элементом игры, не встретившим отрицательных отзывов в плане геймплея, остаётся режим «Профиль», существующий для смены нарядов главных героинь. На IGN он описывается как «лучшая в графическом отношении часть игры», а на WorthPlaying — как «самый удачно реализованный режим».
Смехотворное содержание, настолько пустой, насколько это вообще возможно, геймплей и разочаровывающее исполнение делают Quest for the Codex игрой, которую стоит обойти стороной, причём даже если вы фанат сериала.
—Jeuxvideo.com
Мнения рецензентов в основном сходятся в том, что сайд-скроллерный элемент игры обладает определённым потенциалом, но реализован достаточно слабо. Ряд критиков считает, что он практически не испытывает возможности игрока. Так, Томас описывает его как вариацию классической серии сайд-скроллерных шутеров Gradius, испорченную малым числом противников и очень низким уровнем сложности, хотя и видит достоинство в возможности переключаться между разными персонажами «на лету». Джезон Хэтчетт с WorthPlaying, напротив, считает, что даже в Gradius врагов побеждать легче, а в рассматриваемой игре выстрелы по противникам причиняют последним слишком мало урона, и их проще избегать. Из достоинств режима он отмечает удобное управление, а также возможность стрелять в обе стороны. Плюс в этом увидел и Энтони Суинник с GamersMark, однако он отрицательно высказывается о практически полном отсутствием противников и препятствий. Суинник замечает, что возможность переключать персонажей не несёт ничего, кроме разного цвета спецэффектов атаки и восстановления полного запаса здоровья, но последнее, по его мнению, не пригождается ввиду лёгкости уровней. Эндрю Кемпбелл с Lawrence.com пишет, что сайд-скроллерных уровней слишком мало, а препятствия не наносят персонажу урона, что делает их бессмысленными. GameZone ставит сайд-скроллерную часть игры в один ряд с классикой жанра наподобие R-Type или Danny Phantom в версии для Game Boy Advance. Об этой фазе игры рецензент отзывается наиболее положительно, отмечая, что помимо Danny Phantom детские игры такого жанра встречаются крайне редко, а сама концепция игры про летающих фей-воительниц выглядит интересно. Впрочем, в обзоре отмечается, что данные уровни короткие и простые, а всё остальное игровое время занимают мини-игры. Сайт о портативных играх Portable Review также описывает режим сайд-скроллера как одну из самых сильных сторон игры, но называет недостатком тот факт, что внутриигровая камера приближается слишком близко к персонажу в отсутствие врагов, а при их появлении резко отдаляется, что, по мнению критика, может сбить игрока с толку.
То, что начинается как многообещающее приключение, вскоре превращается в мир длинных и раздражающих мини-игр.
—GameZone
Мини-игры получили смешанные оценки. Музыкальные игры Dance Floor и Rhythm Jam удостоились положительных отзывов на IGN и Portable Review, в то время как в обзоре WorthPlaying сказано, что музыка в Rhythm Jam записана плохо. На Ultimagame.es Dance Floor Лейлы описывается как простая и скучная, а Rhythm Jam Музы — запутанная на первый взгляд, но одна из самых интересных по мере привыкания. Tecna Logic оценивается Томасом как одна из самых лучших, а Суинник пишет, что это единственная мини-игра, которая заслуживает упоминания, но представляет интерес лишь на максимальном уровне сложности. Хэтчетт тоже описывает её как слишком простую, поскольку игроку не нужно думать, где расположить следующую деталь. Кроме того, он отмечает, что чувствительность сенсорного экрана приводит к увеличению шансов на ошибочное расположение деталей. В обзоре Ultimagame.es, напротив, отмечается малый уровень свободы в этой мини-игре, а на высоком уровне сложности, как пишет критик, ошибки становятся фатальными. Особый взгляд на эту игру имеет критик с GameZone: по его мнению, Tecna Logic — это «неимоверно длинная и неприятная головоломка, которая представляет из себя что угодно, только не логическую игру». Enchanted Garden на IGN описывается как «простая и медленная стрелялка по жукам», на WorthPlaying — как «самая лёгкая и безобидная игра», а в рецензии Ultimagame.es — как лучшая и самая весёлая из мини-игр. В отношении Dragon Flight рецензенты сходятся во мнении, что она не представляет особого интереса, поскольку всего лишь повторяет геймплей сайд-скроллера, за исключением элемента стрельбы. Наконец, мини-игра Solar Power получила только отрицательные отзывы, поскольку не всегда регистрирует нарисованные игроком линии.
Графическая составляющая игры в основном описывается критиками как слабая, а на сайтах Portable Review и Jeuxvideo.com даже сравнивается с версией для Game Boy Advance. Отмечаются блеклость цветовой палитры, повторяющиеся рисунки и одинаковые противники. Хэтчетт считает, что графика могла быть лучше, если бы место на картридже не было заполнено объёмными видеороликами в высоком разрешении. Впрочем, сами эти ролики получили неплохие оценки: Томас пишет, что в целом они улучшают восприятие от игры, а рецензенту с Portable Review нравятся заставки с трансформациями фей. Единственным графически достойным элементом Томас называет встроенный редактор нарядов, но Хэтчетт другого мнения: он считает, что модели персонажей в редакторе выполнены настолько слабо, что выглядят как «размытые пятна» и имеют очень низкое разрешение. Звуковое сопровождение игры в основном получило нейтральные отзывы, но есть и некоторые мнения, выделяющиеся из общего ряда. В рецензии Jeuxvideo.com саундтрек описывается как одна из самых сильных сторон игры, а Хэтчетт, напротив, называет бо́льшую часть композиций «оскорблением для ушей».